# Lo mejor de Rada (álbum de 1993)
Lo mejor de Rada es un álbum recopilatorio de Rubén Rada. Fue editado en Uruguay por Sondor en 1993. Tiene el mismo nombre que el compilado Lo mejor de Rada editado por el mismo sello en 1988, pero se trata de un álbum distinto, con diferente selección de temas y arte de tapa.

## Historia
El disco contiene canciones de Rada solista, con la banda Totem y con Eduardo Mateo. Algunas de estas grabaciones pertenecían a los catálogos de otros sellos discográficos, como Clave, De la Planta o Antar, que Sondor fue adquiriendo.
Por pertenecer a otros sellos discográficos, Lo mejor de Rada no incluye canciones del disco Radeces editado por Ayuí / Tacuabé, tampoco de los discos grabados con Opa Magic Time (Milestone Records), A los Shakers (Sazam Records) y Opa en vivo (Orfeo), ni de los discos que Rada había grabado hasta ese momento en Argentina para los sellos Sazam Records: La Banda, La Rada, En familia, La cosa se pone negra, Raviol Records: Adar Nebur y La yapla mata, Interdisc: Siete vidas y Melopea: Pa'los Uruguayos, Las aventuras de Ruben Rada y Litto Nebbia, Las aventuras de Fattoruso & Rada, Terapia de murga.
Sondor editaría Lo mejor de Rada Vol. 2 en 1997, seleccionando las canciones de los mismos discos de su catálogo, sumando temas con el Conjunto S.O.S. y una colaboración de Rada con Camerata de Tango.
Lo mejor de Rada, de 1993, fue el primer recopilatorio de Rada editado en CD. En 2007 fue editado en Argentina por GLD, con diferente arte de tapa.

## Lista de canciones
1. Dedos (con Totem, del álbum Totem De la Planta, 1971.)
2. Heloísa (con Totem, del álbum Descarga, De la Planta, 1972.)
3. Las manzanas (del álbum Rada, Sondor, 1969.)
4. Negro (con Totem, del álbum Descarga, De la Planta, 1972.)
5. Botija de mi país (con Eduardo Mateo, del álbum Botija de mi país, Sondor, 1987.)
6. Ámame detrás del vidrio (del álbum Físico de Rock, Sondor, 1991.)
7. Orejas (con Totem, del álbum Descarga, De la Planta, 1972.)
8. Aquel payaso (del álbum Rada, Sondor, 1969.)
9. De este cielo santo (con Totem, del álbum Totem De la Planta, 1971.)
10. Pot-pourri: Guantanamera (del álbum Rada, Sondor, 1969.)
11. Biafra (con Totem, del álbum Totem De la Planta, 1971.)
12. La cebolla (con Eduardo Mateo, del álbum Botija de mi país, Sondor, 1987.)
13. Llamada (con Eduardo Mateo, del álbum Botija de mi país, Sondor, 1987.)
14. Días de esos (con Totem, del álbum Totem De la Planta, 1971.)

Todos los temas pertenecen a Rubén Rada salvo "Orejas" y "Días de esos" de Mario "Chichito" Cabral , "Dedos" de Eduardo Useta y Rubén Rada y "Pot-pourri: Guantanamera" que es tradicional.
Arreglo y direccíón en "Las manzanas", "Aquel payaso" y Pot-pourri: Guantanamera" de Manolo Guardia.

## Ficha técnica
- Master DAT: Wilson González
- Selección Luis Onel
- Arte: Mariana Etchebarne
- Foto: Gentileza de la revista Guambia